# Eilema simulatricula
Eilema simulatricula är en fjärilsart som beskrevs av De Toulgoët 1955. Eilema simulatricula ingår i släktet Eilema och familjen björnspinnare. Inga underarter finns listade i Catalogue of Life.